# Parti français (Grèce)
Pour les articles homonymes, voir Parti français.
Le Parti français (en grec : Γαλλικό Κόμμα / Gallikó Kómma), dit aussi parti national, était un des trois premiers partis politiques créés en Grèce juste après la guerre d'indépendance, au début du règne du roi Othon. Les deux autres étaient le parti russe et le parti anglais. Ces partis existèrent jusqu'à la guerre de Crimée.

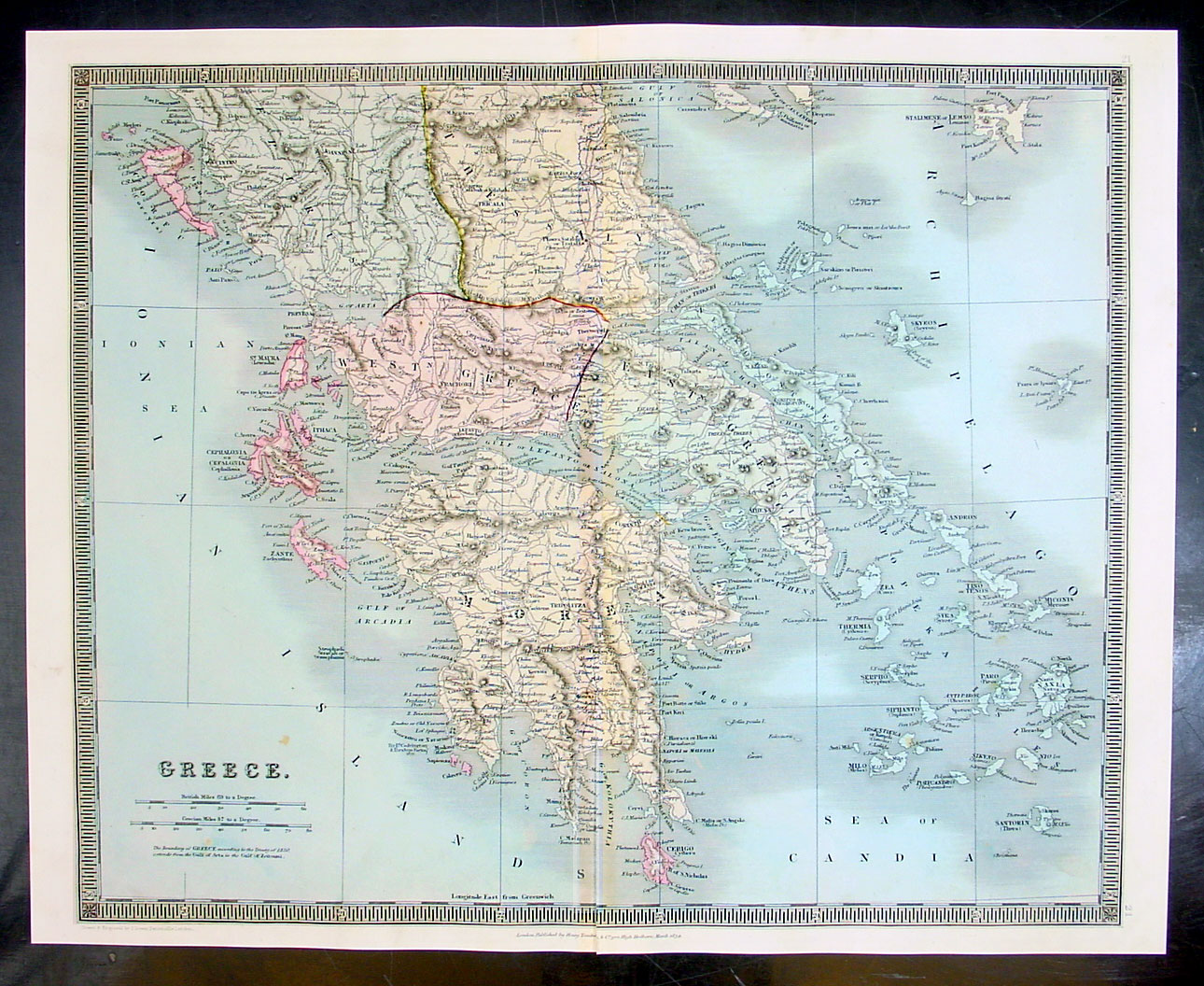
La Grèce de l'indépendance à la guerre de Crimée

## Création

### Contexte
Les noms de ces partis venaient des sympathies plus ou moins avouées de leurs membres pour l'une des trois « Puissances protectrices » : Russie, France et Angleterre. Chaque parti comptait sur l'aide de sa puissance préférée pour libérer les provinces considérées comme grecques et encore dominées par l'Empire ottoman.
La victoire finale dans la guerre d'indépendance avait été obtenue grâce au soutien des grandes puissances, France, Royaume-Uni et Russie (qui devinrent ensuite « Puissances Protectrices » du jeune royaume grec), avec, entre autres, la bataille de Navarin et l'expédition française en Morée. Les Grecs ne furent cependant pas en mesure d'obtenir tout ce qu'ils voulaient lors des négociations qui suivirent la fin du conflit. Afin de ménager encore l'Empire ottoman, la Conférence de Londres de 1830 fixa les frontières du nouvel État. La Grèce devait se contenter du Péloponnèse, d'une partie de la Roumélie (la frontière allait d'Arta à l'ouest à Volos à l'est) et de quelques îles proches du continent comme Égine ou Hydra et une partie des Cyclades. Sur trois millions d'individus considérés comme Grecs, seuls 700 000 se retrouvaient dans le nouvel État, alors que Constantinople à elle seule regroupait 200 000 Grecs. Les grands centres culturels, religieux et économiques étaient tous hors du royaume, qui ne comptait aucune grande ville : les trois premières capitales (Égine, Nauplie et même Athènes) ne dépassaient pas les 5 000 habitants. La déception des patriotes grecs fut très grande. Aussi cherchèrent-ils à agrandir le territoire national.

### Origine du parti français
Comme pour tous les mouvements nationaux du XIXe siècle, l'idée de nation en Grèce prenait sa source dans la pensée des Lumières et de la Révolution française. Ainsi, la Déclaration des Droits de l'homme et du citoyen du 26 août 1789 proclamait le droit des peuples à disposer d'eux-mêmes. De nombreux Grecs avaient tourné leur regard vers Paris pour faire avancer la cause nationale. Rigas Féréos s'était tourné vers Napoléon. La conquête des îles ioniennes par ce dernier en 1797 avait suscité un espoir qui fut ensuite déçu.
La France de Charles X, au début de la guerre d'indépendance, considérait les Grecs d'abord comme des Chrétiens et leur soulèvement contre les Ottomans musulmans comme une nouvelle croisade. De nombreux philhellènes français (Chateaubriand, Victor Hugo ou Delacroix) avaient apporté leur soutien à la cause grecque. La participation de la France à la bataille de Navarin et surtout l'expédition de Morée avaient poussé certains hommes politiques grecs à se placer sous la protection de Paris.
La France ne souhaitait pas non plus maintenir à tout prix l'intégrité de l'Empire ottoman et ne semblait donc pas s'opposer aux ambitions irrédentistes de la Grèce.

## Membres et journaux

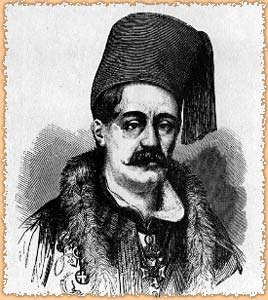
Ioannis Kolettis

Le chef du parti français était Ioannis Kolettis. Il disposait du journal Σωτήρ (Sotir, c'est-à-dire Le Sauveur). Le parti comptait parmi ses membres Démétrios Christidis.
On peut aussi considérer que l'ambassadeur de France à Athènes, tel Théobald Piscatory, qui fut celui qui intervint le plus, était une des personnalités principales du parti.

## Rôle dans la vie politique
Au début du règne d'Othon, lors de la « régence bavaroise », le parti français était dans l'opposition. Son chef, Ioannis Kolettis, avait même été envoyé comme ambassadeur à Paris.
En 1840, François Guizot décida de redonner à la France la place qui, selon lui, devait être la sienne en Orient. Il tenta de s'entendre avec les Britanniques et de faire nommer Aléxandros Mavrokordátos, alors ambassadeur de Grèce à Londres, Premier ministre. Les tractations échouèrent. L'ambassadeur Langrené tenta alors de jouer, en Grèce même, la carte du parti français et fit nommer Premier ministre Démétrios Christidis. Le gouvernement Christidis dura du 9 août (julien)/21 août (grégorien) 1841 jusqu'au coup d'État du 3 septembre 1843.
Parallèlement, la France cherchait à augmenter son influence en Grèce, par l'intermédiaire du banquier genevois et philhellène Jean-Gabriel Eynard, qui s'engagea par exemple dans la création à partir de 1841 de la Banque nationale de Grèce.
En juin 1843, pour continuer à renforcer l'influence française, Guizot envoya un nouvel ambassadeur : Théobald Piscatory. Il avait reçu pour instructions de soutenir le gouvernement Christidis, mais aussi de pousser le roi dans la voie constitutionnelle, ce qui n'aurait pas été pour déplaire à l'autre monarchie constitutionnelle occidentale dont Guizot cherchait le soutien : la Grande-Bretagne.
L'attitude d'Othon entraîna le coup d'État du 3 septembre. Christidis fut chassé du pouvoir et remplacé par le chef de l'insurrection et du parti russe : Andréas Metaxás.